# Чемпионат мира по стрельбе 1914
Чемпионат мира по стрельбе 1914 года прошёл в Виборге (Дания).

## Общий медальный зачёт
| Место | Страна                        | Золото | Серебро | Бронза | Всего |
| ----- | ----------------------------- | ------ | ------- | ------ | ----- |
| 1     | Франция                       | 3      | 5       | 3      | 11    |
| 2     | Швейцария                     | 3      | 3       | 1      | 7     |
| 3     | Нидерланды                    | 2      | 1       | 0      | 3     |
| 4     | Дания                         | 1      | 1       | 4      | 6     |
| 5-6   | Бельгия                       | 1      | 0       | 1      | 2     |
| 5-6   | Италия                        | 1      | 0       | 1      | 2     |
| 7     | Швеция                        | 0      | 1       | 0      | 1     |
| 8     | Великое княжество Финляндское | 0      | 0       | 1      | 1     |
|       | Всего                         | 11     | 11      | 11     | 33    |

## Медалисты
| Дисциплина                                    | Золото           | Серебро          | Бронза               |
| --------------------------------------------- | ---------------- | ---------------- | -------------------- |
| Винтовка с трёх позиций, 300 метров           | Рене Жоржес      | Конрад Штеели    | Ларс Мадсен          |
| Винтовка с трёх позиций, 300 метров (команды) | Швейцария        | Франция          | Дания                |
| Винтовка лёжа, 300 метров                     | Конрад Штеели    | Рене Жоржес      | Ларс Мадсен          |
| Винтовка с колена, 300 метров                 | Конрад Штеели    | Рене Жоржес      | Маттиас Брюннер      |
| Винтовка стоя, 300 метров                     | Рене Жоржес      | Конрад Штеели    | Густаф-Рихард Ньюмен |
| Армейская винтовка с трёх позиций, 300 метров | Аикс Боувенс     | Антониус Боувенс | Роберто Вальфер      |
| Армейская винтовка лёжа, 300 метров           | Андре Барбиллат  | Альберт Куркуин  | Э. Вальтер           |
| Армейская винтовка с колена, 300 метров       | Свенд Томсен     | Эрик Бломквист   | Андре Барбиллат      |
| Армейская винтовка стоя, 300 метров           | Аикс Боувенс     | Андерс Петерсен  | Нильс Хансен Ларсен  |
| Произвольный пистолет, 50 метров              | Пауль ван Асбрук | Маттиас Брюннер  | Андре Регау          |
| Произвольный пистолет, 50 метров (команды)    | Италия           | Франция          | Бельгия              |